# آبشار کومباکارای
آبشار کومباکارای (به انگلیسی: Kumbakkarai Falls) آبشاری است که در هند واقع شده و ارتفاع کلی ریزشگاه آن ۲۱ متر است.